# Amathia aegyptiana
Amathia aegyptiana är en mossdjursart som beskrevs av Jean-Loup d'Hondt 1983. Amathia aegyptiana ingår i släktet Amathia och familjen Vesiculariidae. Inga underarter finns listade i Catalogue of Life.